# Nick Frost
Nicholas John Frost (Londen, 28 maart 1972) is een Engels acteur. Hij speelt voornamelijk in komische films en televisieseries. In verschillende hiervan is hij te zien met zijn beste vriend Simon Pegg, zoals in de Britse serie Spaced en de films Shaun of the Dead en Hot Fuzz. Voor zijn rol in Shaun of the Dead werd Frost genomineerd voor de British Independent Film Award voor meest veelbelovende nieuwkomer.
Frost was eigenlijk geen acteur toen Pegg hem een rol gaf in het mede door hem geschreven Spaced, waarin hij de afgekeurde legerfanaat Mike Watt speelt. Na wat gastrolletjes in onder meer Black Books, volgde in 2004 zijn filmdebuut als nietsnut Ed in de zombiefilm-satire Shaun of the Dead, die onder meer een Saturn-, een BAFTA- en een Bram Stoker Award in de wacht sleepte. Pegg diende in dit project wederom zowel als medeschrijver en als acteur.
Na Frosts eerdere samenwerkingen met Pegg, speelde het tweetal ook weer samen in Hot Fuzz en in de nep-trailer voor de niet bestaande film Don't, die behoort tot Quentin Tarantino's en Robert Rodriguez' project Grindhouse. Niettemin bemachtigde hij daarnaast ook rollen in films waar Pegg niets mee van doen heeft, zoals in Kinky Boots (2005), Penelope (2006) en The Boat That Rocked (2009).
Frost was van 2008 tot en met 2015 getrouwd. Tijdens dit huwelijk werd hij voor het eerst vader.

## Filmografie
*Exclusief televisiefilms
- How to Train Your Dragon (2025)
- Krazy House (2024)
- StarDog and TurboCat (2019, stem)
- Horrible Histories: The Movie - Rotten Romans (2019)
- Fighting with My Family (2019)
- Slaughterhouse Rulez (2018)
- The Festival (2018)
- Tomb Raider (2018)
- Monster Family (2017, aka Happy Family)
- The Huntsman: Winter's War (2016)
- Syrenia (2015)
- Unfinished Business (2015)
- Asterix: The Mansions of the Gods (2014, stem Britse versie)
- The Boxtrolls (2014, stem)
- Cuban Fury (2014)
- The World's End (2013)
- Ice Age: Continental Drift (2012)
- Snow White and the Huntsman (2012)
- The Adventures of Tintin: The Secret of the Unicorn (2011) - Thomson (Jansen)
- Attack the Block (2011)
- Paul (2011)
- The Boat That Rocked (2009)
- Wild Child (2008)
- Grindhouse (2007)
- Hot Fuzz (2007)
- Penelope (2006)
- Kinky Boots (2005)
- Shaun of the Dead (2004)

## Televisieseries
*Exclusief eenmalige gastrollen
- Star Wars: Skeleton Crew - SM-33 (2024-2025, stem in zeven afleveringen)
- 3Below: Tales of Arcadia - Stuart (2018-2019, negentien afleveringen)
- Into the Badlands - Bajie (2017-2019, 26 afleveringen)
- Sick Note - Iain Glennis (2017-2018, veertien afleveringen)
- Doctor Who - Santa Claus (2014, twee afleveringen)
- Mr. Sloane - Jeremy Sloane (2014, vijf afleveringen)
- Hyperdrive - Commandant Henderson (2006-2007, twaalf afleveringen)
- Man Stroke Woman - Verschillende (2005-2007, twaalf afleveringen)
- Spaced - Mike Watt (1999-2001, veertien afleveringen)